# Saarhölzbach
Saarhölzbach ist ein Ortsteil der Gemeinde Mettlach im Landkreis Merzig-Wadern im Saarland. Bis Ende 1973 war Saarhölzbach eine eigenständige Gemeinde.

## Geographie
Saarhölzbach liegt in waldiger Umgebung am Nordrand des Saarlandes zu Rheinland-Pfalz am rechten Ufer der Saar kurz vor deren Ausfluss ins benachbarte Bundesland. Durch den Ort mündet dem Fluss der Saarhölzbach zu.

## Geschichte
Der Ort fand erstmals im Jahre 802 im Kapitular Karls des Großen unter dem Namen Hulzbach Erwähnung.
Seit etwa 1650 ist in Urkunden der Name Saarhölzbach zu finden. Allerdings deuten vielfältige archäologische Spuren auf eine Besiedlung schon zu gallo-römischer Zeit hin.
Ursprünglich war der Ort von Land- und besonders Forstwirtschaft geprägt. Der Hüttenmeister Paul Peltre betrieb ein Eisenhütten- und Hammerwerk am Schwellenbach, woran noch der Name Pelterswald erinnert. Mit dem Aufkommen der keramischen Industrie (Villeroy & Boch) wandelte sich der Ort im 19. Jahrhundert zu einem typischen Arbeiterdorf. Der Ort erhielt einen Halt an der Saarstrecke.
Durch die Strukturveränderungen der letzten Jahre orientiert sich Saarhölzbach immer stärker zu einer reinen Wohngemeinde. Zusätzlich gewinnt der Tourismus an Bedeutung.
Am 1. Januar 1974 wurde Saarhölzbach in die Gemeinde Mettlach eingegliedert.

## Sehenswürdigkeiten
Saarhölzbach ist durch die Lage am engen Saartal in unmittelbarer Nähe der Saarschleife geprägt.
Großartige Aussichtspunkte sind der Vogelsfelsen, der Teufelsschornstein sowie die Kreuzkupp.
Von der bewegten Geschichte im Grenzgebiet zeugt der Grenzstein von 1779 im Pfarrgarten.
Außerdem gibt es das Kriegerdenkmal für die Gefallenen der Weltkriege gegenüber der Kreuzkupp. Beide trennt eine etwa 100 m tiefe Schlucht.

## Jugendzentrum Saarhölzbach
Saarhölzbach besitzt seit 2007 ein Jugendzentrum; es befindet sich nahe der Mehrzweckhalle im alten Schulgebäude.

## Kulturgut

### Lehnenausrufen
Beim Brauch des Lehnenausrufens werden über die Schlucht zwischen dem Kriegerdenkmal und der Kreuzkupp die Lehnenpaare ausgerufen. Die Paare gehen dann zusammen auf den Lehnenball. Der Brauch ist auch in der Umgegend bekannt. Lehnen hat hier die Bedeutung ausleihen bzw. wird heute so verstanden. Denn die Tanzpartner, die ausgerufen und einander zugewiesen werden, sind nur für diesen Lehnenball ausgeliehen.
Aus einigen Lehnen-Partnerschaften haben sich freilich, vor allem in früheren Zeiten, Dauerbeziehungen ergeben.

### Lieder rund um Saarhölzbach
- Lied an die Heimat (Einst in froher Laune war), Johann Schmal
- Wo die Saar hell silbern
- Fährmann - Hol Iwwa
- Hol Iwwa
- Dèn Herrgott daat moss en Helzba sèn, T,M: Kurt Schramm
- Helzbich wèj èn Klänot sou schèn, T,M: Kurt Schramm
- Viez vum Faas (Saarhölzbach ist ein gastlich Dorf) T,M: Kurt Schramm
- Alles bleibt (Hol-Iwwa wunderbar), T,M: Krewer
- Gespillt giwwt ob da Stroass, T, M: Krewer
- Helzbich mein Dörfchen, T,M: Krewer